# 1420
Rok 1420 (MCDXX) gregoriánského kalendáře začal v sobotu 1. ledna a skončil v neděli 31. prosince. Dle židovského kalendáře nastal přelom roků 5180 a 5181, dle islámského kalendáře 841 a 842.

## Události
České země
- Husité vydávají Čtyři artikuly pražské.
- Mikuláš z Pelhřimova byl zvolen nejvyšším duchovním Tábora.
- Jaro – Bylo založeno město Tábor.
- 1. března – Papežem Martinem V. byla vyhlášena první křížová výprava proti husitům.
- 25. března – V bitvě u Sudoměře odrazili husité s Janem Žižkou z Trocnova útok české katolické šlechty.
- 5. dubna – Proběhla bitva u Mladé Vožice.
- 19. května – Proběhla bitva u Poříčí nad Sázavou.
- 30. června – Proběhla bitva o Tábor.
- 14. července – V bitvě u Vítkova porazili pražští husité s Janem Žižkou z Trocnova křižáky.
- 28. července – Zikmund Lucemburský byl korunován českým králem.
- 10. srpna – Pod vedením kněze Václava Korandy vydrancovali husité klášter Zbraslav. Přemyslovská nekropole byla vyloupena, kostry rozházeny, mrtvola Václava IV. ověnčena senem a napájena pivem.
- 12. října – Proběhla bitva u Panského Boru (též bitva u Horažďovic).
- 1. listopadu – V bitvě u Vyšehradu porazili husité křižáky.
- 10. prosince – V domě někdejšího kutnohorského mincmistra Petra Zmrzlíka ze Svojšína došlo k prvnímu tzv. velkému hádání.

Svět
- Jindřich Mořeplavec se stal světským správcem Kristova řádu.
- Filippo Brunelleschi zahájil výstavbu kupole chrámu Santa Maria del Fiore ve Florencii.
- Vzniklo Zakázané město v Pekingu.
- Byla založena nemocnice Pammatone v italském Janově.
- Jindřich V. Plantagenet se oženil s Kateřinou Francouzskou.
- Byla uzavřena smlouva z Troyes.
- Benátky ovládly Trogir.

### Probíhající události
- 1405–1433: Plavby Čeng Chea
- 1406–1428: Čínsko-vietnamská válka
- 1419–1434: Husitské války

## Narození
Česko

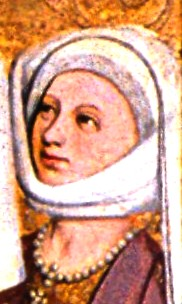
Markéta Savojská (* 7. srpna)

- 23. dubna – Jiří z Poděbrad, český král († 22. března 1471)

Svět
- 9. února  – Dorotea Braniborská, braniborská a meklenburská princezna († 19. ledna 1491)
- 7. srpna – Markéta Savojská, královna neapolská jako manželka Ludvíka III. z Anjou, donátorka iluminovaných rukopisů († 1479)
- ? – Nicolas Jenson, francouzský rytec a knihkupec († 1480)
- ? – Tomás de Torquemada, dominikánský mnich, první španělský Velký inkvizitor a zpovědník Isabely I. Kastilské († 1498)
- ? – Benozzo Gozzoli, italský malíř († 4. října 1497)
- ? – Hans Pleydenwurff, německý gotický malíř († 9. ledna 1472)
- ? – Marie z Armagnacu, francouzská šlechtična († 1473)
- ? – Seššú Tójó, japonský tušový malíř († 26. srpna 1506)
- ? – Simeon Olelkovič, poslední kyjevský a slucký kníže († 1470)

## Úmrtí
Česko
- Jan z Jesenice, český právník a kazatel (* ?)
- 1. listopadu
  - Vok IV. z Holštejna, moravský šlechtic (* ?)
  - Jaroslav ze Šternberka a Veselí, český šlechtic (* ?)
  - Petr Konopišťský ze Šternberka, český šlechtic (* ?)
  - Vilém Zajíc z Valdeka na Židlochovicích, český šlechtic (* ?)
- 3. listopadu – Jan mladší z Hradce, český šlechtic a bojovník na katolické straně (* ?)
- 24. prosince – Mikuláš z Husi, český zeman a husitský válečník (* kolem 1375)

Svět
- 12. května – Alžběta z Pilicy, polská královna jako manželka Vladislava II. Jagella (* okolo 1372)
- 9. srpna – Petr z Ailly, francouzský teolog, logik, astrolog a kardinál (* 1351)
- 1. září – Filip Orleánský, hrabě z Vertusu (* 1396)
- ? – Michal I., kníže Valašského knížectví (* ?)

## Hlavy států
- České království – bezvládí
- Svatá říše římská – Zikmund Lucemburský
- Papež – Martin V.
- Anglické království – Jindřich V.
- Francouzské království – Karel VI.
- Benátská republika – dóže Tommaso Mocenigo
- Kalmarská unie – král Erik VII. Pomořanský
- Polské království – Vladislav II. Jagello
- Uherské království – Zikmund Lucemburský
- Byzantská říše – Manuel II. Palaiologos
- Osmanská říše – Mehmed I.